# Hermann Dilcher
Hermann Dilcher (* 24. November 1927 in Höchst am Main, heute Stadtteil von Frankfurt am Main; † 8. Dezember 1996 in Bochum) war ein deutscher Rechtswissenschaftler, Rechtshistoriker und Hochschullehrer. Er war ordentlicher Professor in Kiel und Bochum.

## Leben und Wirken
Dilcher besuchte als Sohn eines kriegsversehrten Postbeamten von 1938 bis 1946 (mit Unterbrechung durch Kriegsdienst ab Herbst 1944) das Hoechster Gymnasium. Ab dem Wintersemester 1948/49 studierte er Rechtswissenschaften an der Universität Frankfurt am Main. Zuvor hatte er einige Semester als Gasthörer Vorlesungen zur Philosophie, Geschichte und Altphilologie besucht. Sein rechtswissenschaftliches Studium beendete Dilcher im Juni 1952 mit dem Ersten Juristischen Staatsexamen. Anschließend arbeitete er als wissenschaftliche Hilfskraft am von Helmut Coing geleiteten Frankfurter Institut für römisches Recht und Rezeptionsgeschichte. In Frankfurt wurde Dilcher unter Gerhard Schiedermair im November 1953 zum Dr. iur. promoviert. Anschließend leistete er sein Referendariat in Hessen ab und arbeitete nebenbei als wissenschaftlicher Assistent am oben benannten Institut. 1957 legte er sein Zweites Staatsexamen ab. Im Februar 1960 schloss Dilcher in Frankfurt sein Habilitationsverfahren ab und erhielt die Venia legendi für die Fächer Römisches Recht, Bürgerliches Recht und Zivilprozessrecht.
Danach arbeitete er zunächst als Dozent an der Universität Frankfurt am Main, bevor er 1962 nach Lehrstuhlvertretungen an den Universitäten Saarbrücken und Münster einem Ruf der Universität Kiel auf einen Lehrstuhl für Bürgerliches Recht folgte. Zum Wintersemester 1965/66 verließ er Kiel wieder, um 1965 eine ordentliche Professur auf dem Lehrstuhl für Rechtsgeschichte der Neuzeit und Bürgerliches Recht an der Ruhr-Universität Bochum anzutreten. Er wohnte ab dieser Zeit im Bochumer Stadtteil Querenburg. In Bochum lehrte und forschte er bis zu seiner Emeritierung im Jahr 1993. Bei Dilcher habilitierten Dirk Olzen und Werner Schubert. Daneben betreute er nach eigenen Angaben 32 Promotionen.
Zusammen mit Paul Mikat und Sven Erik Wunner etablierte er das Fach Rechtsgeschichte an der neu gegründeten Universität Bochum. Dilchers Forschungsschwerpunkte lagen dabei zunächst vor allem in der Geschichte des klassischen Römischen Rechts zur Zeit seiner Entstehung und im Mittelalter; später verlegte er sich auch auf die Herrschaft der Normannen und Staufer in Süditalien im 12. und 13. Jahrhundert. Dies setzte er stets in Bezug zu den zeitgenössischen Geschehnissen der europäischen Einigung. Aufgrund seiner Habilitationsschrift (s. u.) galt er als einer der wenigen wirklichen Kenner der mittelalterlichen Rechtsquellen.

## Veröffentlichungen (Auswahl)
- Der Eintritt der Wirksamkeit gemäß § 894 ZPO abgegebener Willenserklärung. Universitätsverlag, Frankfurt am Main 1953 (Dissertation).
- Die Vollstreckung der Abgabe von Willenserklärungen. 1954.
- Der Typenzwang im mittelalterlichen Vertragsrecht. 1960.
- Die Theorie der Leistungsstörungen bei Glossatoren, Kommentatoren und Kanonisten. Klostermann, Frankfurt am Main 1960 (Habilitationsschrift).
- Rechtsgeschäfte auf verfassungswidriger Grundlage. 1963.
- Normannische Assisen und römisches Recht im sizilianischen Stauferreich. 1966.
- Die sizilische Gesetzgebung Kaiser Friedrichs II.: Quellen der Constitutionen von Melfi und ihrer Novellen. Böhlau, Köln 1975.
- Sachenrecht in programmierter Form. 5. Auflage. De Gruyter, Berlin 1990, ISBN 978-3-11-012467-5.
- Die sizilische Gesetzgebung Friedrichs II., eine Synthese von Tradition und Erneuerung. In: Josef Fleckenstein (Hrsg.): Vorträge und Forschungen: Probleme um Friedrich II. Band 16. Thorbecke, 1974, ISSN 0452-490X, S. 23–41.